# Спирит Лејк (Ајдахо)
Спирит Лејк (енгл. Spirit Lake) град је у америчкој савезној држави Ајдахо.

## Демографија
По попису из 2010. године број становника је 1.945, што је 569 (41,4%) становника више него 2000. године.
| Група             | 2000.         | 2010.         |
| Белци             | 1.303 (94,7%) | 1.840 (94,6%) |
| Афроамериканци    | 2 (0,1%)      | 3 (0,2%)      |
| Азијати           | 2 (0,1%)      | 7 (0,4%)      |
| Хиспаноамериканци | 33 (2,4%)     | 54 (2,8%)     |
| Укупно            | 1.376         | 1.945         |